# 维尔施泰特 (下萨克森)
维尔施泰特是德国下萨克森州的一个市镇。总面积18.26平方公里，总人口1739人，其中男性865人，女性874人（2011年12月31日），人口密度95人/平方公里。